# Ruta 249 (Costa Rica)
La Ruta 249, oficialmente Ruta Nacional Secundaria 249, es una ruta nacional de Costa Rica ubicada en la provincia de Limón.

## Descripción
En la provincia de Limón, la ruta atraviesa el cantón de Pococí (los distritos de Guápiles,  La Rita,  Cariari,  La Colonia).